# Seven Seas Entertainment
Seven Seas Entertainment é uma editora com sede em Los Angeles, Califórnia. A empresa foi fundada por Jason DeAngelis.